# Cinema Bizarre
Cinema Bizarre var ett tyskt glamrockband från Berlin aktivt från 2005 till 2010.

## Just nu
Bandet tog en paus under 2010, men på deras Twitters så kan man se vad de flesta av killarna höll på med. 2011 återbildades bandet igen, men Yu och Romeo är ovänner. De som är kvar i bandet är: Strify, Kiro, Shin och Yu. Bandets manager är Tilo Wolff, känd som sångare och låtskrivare i Lacrimosa.
Romeo Nightingale har gjort en egen singel "The Black Rose" med fyra egna låtar i. Låtarna kan man hitta på Spotify och YouTube.

## Bandmedlemmar
Senaste medlemmar
- Strify (Eduard Lieber, född 20 augusti 1988) – sång
- Yu (Hannes De Buhr, född 29 december 1988) – gitarr
- Kiro (Carsten Schaefer, född 11 januari 1988) – basgitarr
- Shin (Marcel, född 12 december 1989) – trummor
- Romeo Nightingale (född 4 augusti 1988) – keyboard

Tidigare medlem
- Luminor (Felix) – keyboard, sång. Lämnade bandet 27 november 2008.

Luminor fortsätter dock med att sjunga, solo.
- Romeo lämnade bandet på grund av ett bråk med Yu.

## Bakgrund
Strify och Yu träffades på ett mangaforum på internet och de träffades senare på ett konvent i Tyskland där de också mötte de tre andra bandmedlemmarna. Deras gemensamma intresse för musik gjorde att de bildade ett band i början av 2007. De hyser alla ett stort intresse för den japanska stilen Visual Kei, vilket tidigare syntes i deras utseende, men nu har de mera vanlig stil.
De kom på tredje plats i melodifestivalen i Tyskland med låten "Forever or Never" från albumet Final Attraction. De slog igenom med låten "Lovesongs (They Kill Me)", från samma album.
Luminor lämnade Cinema Bizarre i november 2008. Tidigare hade Romeo Nightingale varit en stand-in för Luminor, och han tog nu Luminors plats i bandet.

## Musik
Cinema Bizarres musik beskrivs av dem själva som powerpop/glamrock.

## Videor
- - Forever Or Never
  - Escape To The Stars
  - Lovesongs (they kill me)
  - I Came 2 Party
  - My Obsession (svart & vit)
  - My Obsession (officiell)

## Diskografi

### Singlar
- - Lovesongs (They Kill Me)  (14 september 2007)
    - 01. Lovesongs (They Kill Me) (Album Version)
    - 02. She Waits For Me
    - 03. Lovesongs (They Kill Me) (Kyau&Albert Remix)
    - 04. Lovesongs (They Kill Me) (Instrumental)
    - 05. Cinema Bizarre/Lovesongs (The Kill Me) - Desktopplayer

  - Escape to the Stars (7 december 2007)
    - 01. Escape To The Stars - Radio Version
    - 02. The Other People - Bonustrack
    - 03. Escape To The Stars - Rough Edge Mix
    - 04. Escape To The Stars - Extended Version
    - 05. Lovesongs (They Kill Me) - IAMX Remix
    - 06. Cinema Bizarre Fan Player (Enhanced)

  - Forever or Never (29 februari 2008)
    - 01. Forever or Never - Radio Version
    - 02. Forever or Never -Alternative Radio Rockin` Beatzarre Remix
    - 03. Forever or Never -Fat Tony Crews Brooklyn Night Shower Remix
    - 04. Forever or Never -Beatzarre Remix

- - I Came To Party (7 August 2009)
    - 1. I came 2 party
    - 2. I came 2 party (Video und Data Track)

  - My Obsession (27 november 2009)
    - 1.My obsession
    - 2.Clip Bizarre- ToyZ of fame (Data Track)

### Album
- - Final Attraction (2007)
    - 01. Lovesongs (They Kill Me)
    - 02. How Does It Feel
    - 03. Silent Scream
    - 04. Get Off
    - 05. Forever Or Never
    - 06. Escape To The Stars
    - 07. After The Rain
    - 08. She Waints For Me
    - 09. I Don't Believe
    - 10. The Way We Are
    - 11. Dysfunctional Family
    - 12. Heavensent
    - 13. Angel In Diguise
    - 14. The Silent Place

  - ToyZ (2009)
    - 1. Le Generique
    - 2. Touching And Kissing
    - 3. I Came 2 Party
    - 4. Deeper And Deeper
    - 5. Erase And Replace
    - 6. My Obsession
    - 7. Je Ne Regrette Rien
    - 8. Dark Star
    - 9. Toyz
    - 10. In Your Cage
    - 11. Heaven Is Wrapped In Chains
    - 12. Hypnotized By Jane
    - 13. Blasphemy
    - 14. I Don't Wanna Know (If U Got Laid)
    - 15. Out Of Love
    - 16. Sad Day (For Happiness)
    - 17. Tears In Vegas
    - 18. Le Generique De Fin

Disk 2: 
- -     - 1. American Beauty
    - 2. Modern Lover
    - 3. Bang A Gong (Get It On)
    - 4. Are You Crying

  - Bang (2009)